# Adam Mickiewicz

Firma di Mickiewicz

(Giuseppe Mazzini)
Adam Bernard Mickiewicz (IPA: mit͡sˈkʲɛvit͡ʂ, ; in lituano Adomas Mickevičius; Zaosie, 24 dicembre 1798 – Costantinopoli, 26 novembre 1855) è stato un poeta e scrittore polacco, incluso fra i trzej wieszcze (i Tre Bardi), ovvero i tre maggiori letterati del Romanticismo polacco insieme a Juliusz Słowacki e Zygmunt Krasiński.

## Biografia

### Giovinezza
Adam Mickiewicz nacque il 24 dicembre 1798, a Zaosie (oggi Zavossie) presso la magione paterna, oppure nel vicino villaggio di Nowogródek, in quella che all'epoca era parte dell'Impero russo e oggi è la Bielorussia. Il padre del poeta, Mikołaj Mickiewicz, era un avvocato di provincia, appartenente alla piccola nobiltà (Szlachta) polacca; la madre, invece, era Barbara Mickiewicz, nata Majewska.
Mickiewicz trascorse la sua giovinezza a Nowogródek, in un ambiente di quiete idilliaca; la sua formazione avvenne sotto la guida della madre e di precettori privati. Dal 1807 al 1815 frequentò una scuola domenicana, dove fra i camerati godeva di una fama di fervente giocatore e teatrante, nonostante poi fosse uno studente mediocre.

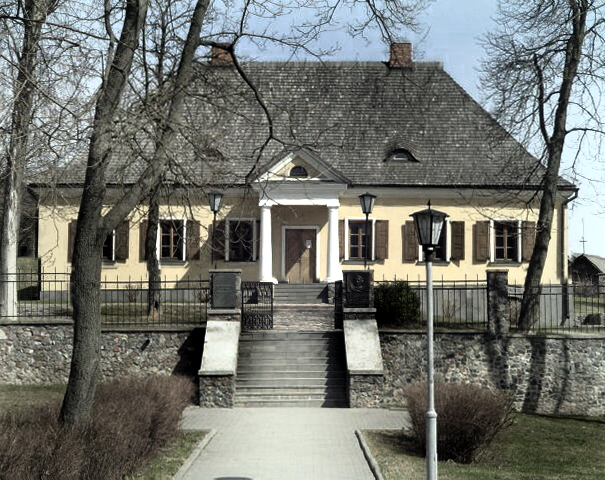
La casa di Mickiewicz a Nowogródek

Nel settembre 1815, Mickiewicz poté iscriversi all'università di Vilnius (in polacco, Wilno), che proprio in quegli anni stava attraversando una fase di grande splendore. Qui, sotto la guida di Gotfryd Ernest Groddeck e Joachim Lelewel, il poeta si segnalò negli studi classici e storici. Quest'erudizione fu particolarmente vivida anche grazie ad un «gruppo di filomati» che fondò nel 1817: il Towarzystwo filomatów, una vera e propria «palestra di studio e di virtù» dove, attraverso l'imitazione di grandi letterati (quali Voltaire), Mickiewicz iniziò a stabilire la propria identità poetica. Una volta laureatosi, il poeta iniziò ad insegnare al ginnasio di Kaunas.
Nel 1818 si ha la sua primissima attività poetica: il Tygodnik Wileński (Settimanale di Vilnius), infatti, gli pubblicò il poema Zima miejska (Città invernale): questa composizione, transizione dalla temperie neoclassica a quella romantica, fa parte della prima antologie di Poesie, raccolta di ballate e romanze pubblicata a Vilnius nel 1822. In questo volumetto, Mickiewicz inserì anche il poema storico Grażyna e l'opera lirico-drammatica Dziady (Gli avi); fu esclusa invece Oda do młodości (Ode alla gioventù), che il poeta ritenne troppo patriottica per essere pubblicata.
In questi anni si data anche l'amore per la ricca Maryla Wereszczakówna, che il poeta incontrò nell'estate del 1820. Si trattò di una storia infelice, malgrado la tenera intimità che si era formata tra di loro: Mickiewicz era infatti troppo povero, e la fanciulla andò quindi sposa a Wawrzyniec Puttkamer, l'uomo che la famiglia le impose.

### Arresto ed esilio

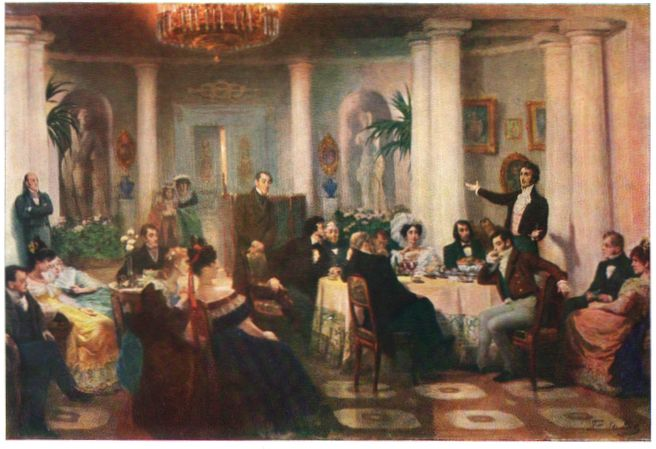
Il salotto artistico di Zinaida Aleksandrovna Belosel'skaja, frequentato da Mickiewicz

Nonostante la distanza, Mickiewicz non mitigò i propri rapporti con i Filomati. Al contrario, costituì nel 1820 addirittura un secondo circolo, quello detto dei Filareti, dalle finalità più radicali e patriottiche. Tuttavia, nel 1823, la polizia di Vilnius (capeggiata da Nikolay Nikolayevich Novosiltsev) scoprì l'attività di questi gruppi segreti e ne arrestò i membri più autorevoli: fra questi vi era naturalmente anche Mickiewicz, che fu scortato e recluso al monastero basiliano di Vilnius alla fine dello stesso anno, o all'inizio del 1824 (le fonti sono discordi sulla datazione precisa). Dopo sei mesi di prigionia, nei quali vennero esaminate le sue attività politiche, e in particolar modo la sua adesione ai Filomati, Mickiewicz fu espulso dalla Lituania ed esiliato in Russia. Il decreto fu emesso il 22 ottobre 1824; Mickiewicz attraversò il confine russo l'11 novembre 1824, per poi decidere di recarsi a San Pietroburgo, dove arrivò alla fine del mese. In Russia vi restò per cinque anni, durante i quali l'esule Mickiewicz si stabilì a Mosca, San Pietroburgo e Odessa (Crimea).
Nella Russia di inizio Ottocento ebbe inizio un'intensissima fase di maturazione poetica: a Mickiewicz vennero infatti aperte le porte dei circoli letterari più prestigiosi, dove si distinse per le sue abilità poetiche. Qui strinse amicizia con le più eminenti personalità del tempo: il giornalista Henryk Rzewuski, la pianista Maria Szymanowska, i poeti Alexander Pushkin e Zinaida Aleksandrovna Belosel'skaja, ma anche il decabrista Kondratij Fëdorovič Ryleev. I frutti poetici di queste amicizie furono molteplici: in questo quinquennio furono infatti prodotti i Sonetti di Crimea, il poema patriottico Konrad Wallenrod, e la «qaṣīda» Farys.
Fu proprio grazie a questi sodalizi che Mickiewicz riuscì ad abbandonare la Russia, il 15 maggio 1829.

### Viaggi in Europa

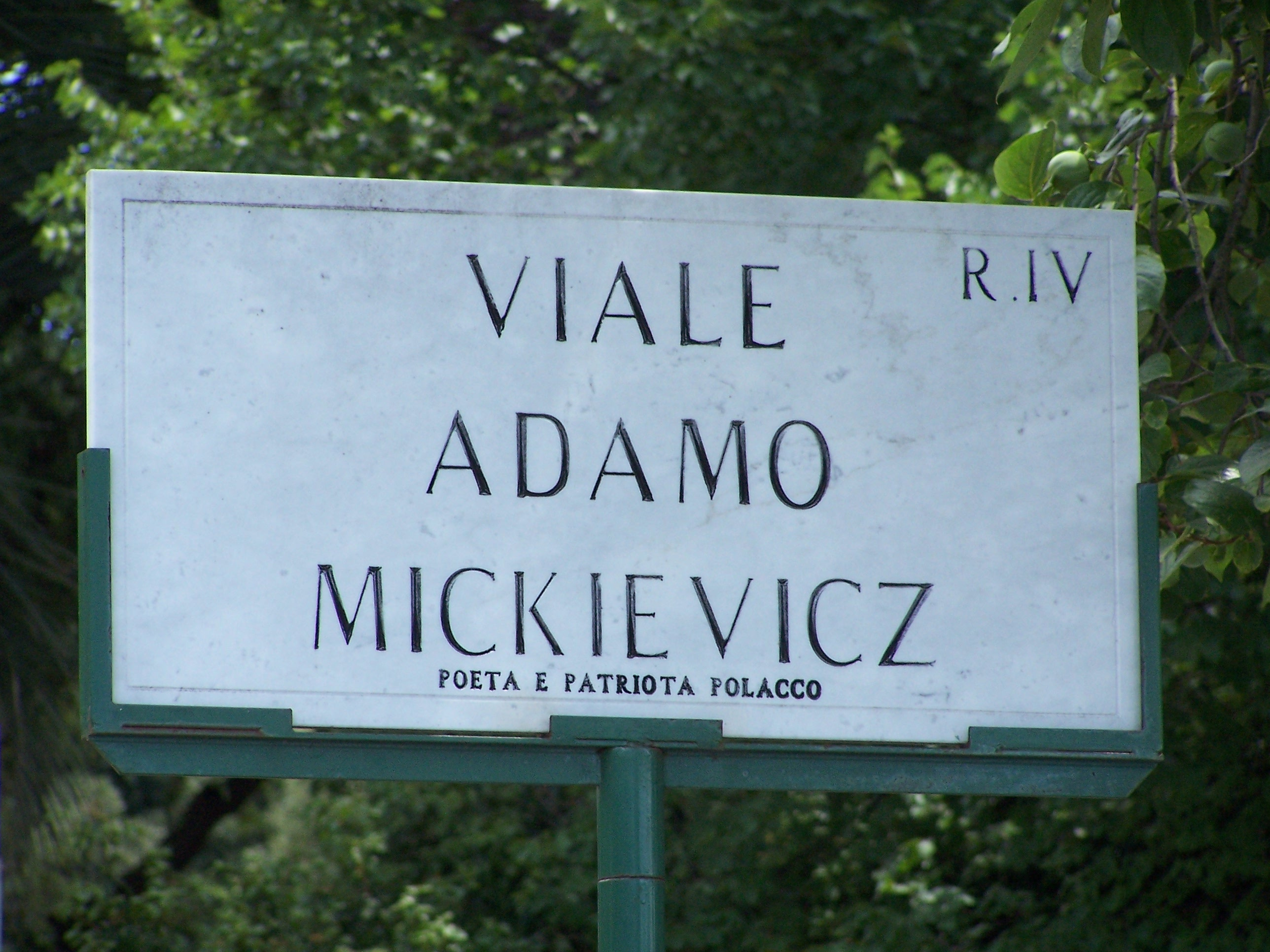
Viale Adamo Mickievicz a Roma, ai piedi del Pincio. Il «poeta e patriota polacco» (come riferisce la targa) visitò l'Urbe nel novembre del 1829 e nell'aprile del 1848 soggiornando in via del Pozzetto (dove esiste una targa che lo ricorda)

Una volta salutati gli amici slavi, Mickiewicz si recò a Weimar, in Germania, il 1º giugno 1829; già una settimana dopo era a Berlino, dove partecipò ad un corso di conferenze tenuto da Hegel. Nel febbraio 1830 fece affrettatamente sosta a Praga, per poi fare nuovamente ritorno a Weimar, invitato da un Goethe ormai ottantenne.
Lasciata Weimar, il poeta decise di recarsi in Italia: superò quindi le Alpi, attraverso il passo dello Spluga, e - con la compagnia di un amico di vecchia data, Antoni Edward Odyniec - visitò Milano, Venezia, Firenze; si spinse fino a Roma, dove arrivò a novembre. Mickiewicz rimase incantato dall'Urbe, che non esitò a definire «la più amabile delle città estere»; in effetti, l'influsso capitolino fu fondamentale nella sua poetica, che si tinse di umori cattolici e religiosi. Nel giugno dell'anno seguente visitò Napoli, subitamente seguita dall'Umbria, la Toscana, Genova e infine Ginevra, dove incontrò il Bardo Zygmunt Krasiński. In Svizzera il poeta si infatuò dell'inaccessibile Henrietta Ewa Ankwiczówna, che non poté sposare a causa delle disuguaglianze sociali.
Sempre a Ginevra Mickiewicz venne a sapere della rivolta di Novembre. La ribellione armata contro il dominio russo lo colse nel profondo, ma per la mancanza di denaro non partì subito per la Polonia, bensì intraprese un lungo giro che lo portò a Parigi, Dresda, Lipsia, e infine a Poznań, dove arrivò nel 1831. Quando giunse a destinazione, tuttavia, l'insurrezione era già stata sedata dalle milizie russe, ed era ormai troppo tardi per prendere parte ai combattimenti. Scosso dall'infelice esito della rivolta, il poeta nel marzo 1832 si recò a Dresda dove scrisse, vinto dai sussulti d'indignazione, la terza parte degli Dziady.

### Soggiorno a Parigi
Il 31 luglio 1832 Mickiewicz si trasferì a Parigi, accompagnato da un ex Filomata, il futuro geologo Ignacy Domeyko. Nella Ville Lumière il poeta venne a contatto con l'élite polacca emigrata; sotto questi influssi, scrisse articoli per il Pielgrzym Polski (Il Pellegrino Polacco). Diede inoltre alle stampe la terza parte degli Dziady, scritta (come già accennato) a Dresda, e il poema epico Pan Tadeusz (Signor Taddeo), vero e proprio manifesto della letteratura polacca.

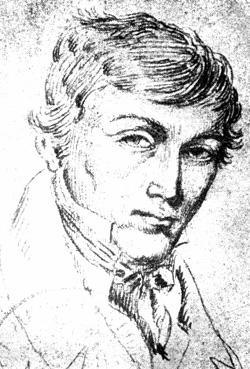
Mickiewicz ritratto da Joachim Lelewel

Con Pan Tadeusz si chiuse l'opera poetica di Mickiewicz. Il poeta infatti avrebbe scritto altre opere, come Zdania i uwagi (Sentenze e osservazioni; 1834-40) e la Storia polacca, ma nessuna di queste raggiunse la fama delle precedenti. Questo «silenzio letterario» è stato interpretato in vari modi: potrebbe aver perso il talento, ma più probabilmente incentrò le sue occupazioni sull'insegnamento e sul perfezionamento morale di sé e degli altri polacchi emigrati.
Il 22 luglio 1834 Mickiewicz si sposò con Celina Szymanowska, figlia di Maria, che il poeta già incontrò in Russia. I due ebbero sei figli: due femmine, Maria e Helena, e quattro maschi, Władysław, Aleksander, Jan e Józef. Il matrimonio fu funesto per Mickiewicz: in Celina, infatti, iniziarono a manifestarsi ben presto i segni di uno squilibrio psichico, e i vari dissidi coniugali spinsero il poeta a tentare il suicidio, che fortunatamente fallì. Celina sarebbe poi morta il 5 marzo 1855. Questo, in effetti, fu per Mickiewicz un periodo di grande povertà non solo morale ma anche materiale, essendo i suoi guadagni vincolati esclusivamente alla pubblicazione delle sue opere - impresa certamente non redditizia. Ricevette sì supporto monetario dai vari amici e ammiratori, ma questo fu comunque insufficiente per migliorare la sua condizione. A peggiorare la situazione, nonostante i saldi vincoli che ormai legavano il poeta con la Francia, egli non ricevette mai la cittadinanza francese.
Le circostanze si fecero migliori quando il poeta ottenne la cattedra di letteratura latina all'università di Losanna, in Svizzera. Le conferenze ivi tenute ebbero un successo furioso, tanto che nel 1840 gli fu offerta dal ministro Cousin la neo-costituita cattedra di letterature e lingue slave al Collège de France. Proprio qui il poeta conobbe nel 1841 Andrzej Towiański, e stimolato ciascuno dal patriottismo dell'altro, ambedue i conterranei svilupparono una dottrina che professava la fine della Grande Emigrazione e l'inizio di una nuova era. Insospettito da questo misticismo anti-cattolico, nel 1844 il governo (focalizzato sulla glorificazione di Napoleone) lo allontanò dal mondo accademico.

### La Legione polacca
La passività di Towiański, che preferiva non affrettarsi nella diffusione del verbo, fu causa di una rottura fra i due amici: ne sorse infatti un'aspra disputa, terminata la quale Mickiewicz abbracciò nuovamente la religione cattolica. Prova di questo riconciliamento fu la fiducia che il poeta pose in Papa Pio IX, cui chiese di supportare la terza rivoluzione francese in nome di tutti gli oppressi. Nell'aprile 1848 fu a Roma, dove tra l'altro incontrò la sua amica americana Margaret Fuller, per costituire con altri compatrioti esuli una formazione militare la «Legione polacca», altrimenti detta «di Mickiewicz», ma non avendo ottenuto dal pontefice un adeguato sostegno a tale iniziativa, con questo nucleo marciò fino in Lombardia per aiutare il Lombardo-Veneto a liberarsi dal dominio austriaco (facendo significative soste lungo il percorso: memorabile il suo discorso di Firenze molto acclamato dalla folla, nonostante fosse tenuto in polacco). La legione si unì - non senza difficoltà - all'esercito lombardo una volta giunta a Milano. In realtà, non divenne mai abbastanza grande per essere più di un simbolo; malgrado ciò, quest'iniziativa comunque servì al Mickiewicz, che ritornò a Parigi nell'autunno del 1848, deciso più che mai ad essere attivo sulla scena politica. La legione polacca, tuttavia fu ricostituita a Roma l'anno successivo, pur senza la presenza di Mickiewicz, e si batté con onore a difesa della Repubblica romana di Mazzini e Garibaldi attaccata dal corpo di spedizione francese su richiesta di Pio IX.

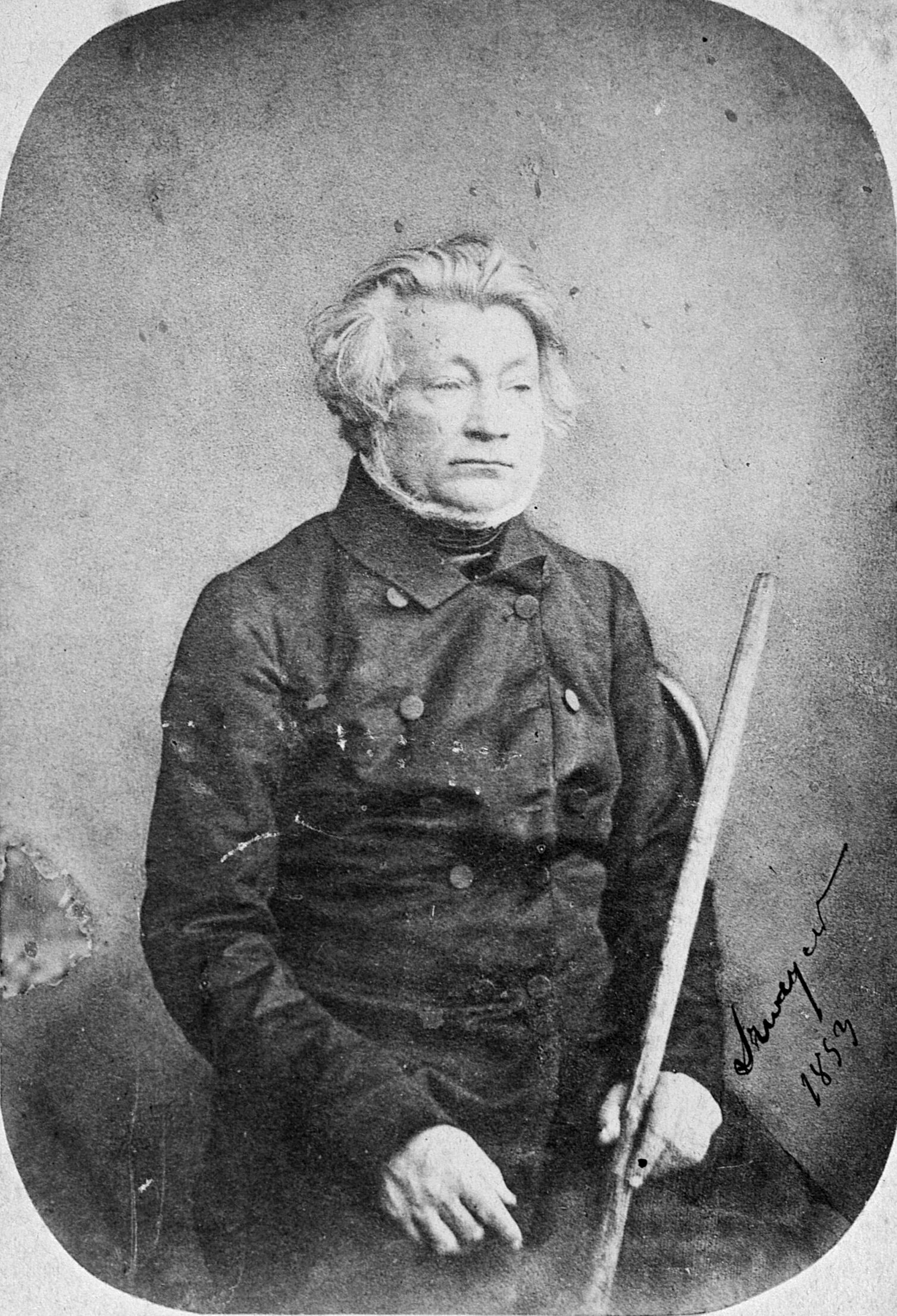
Adam Mickiewicz nella sua senilità

### Ultimi anni
Ritornato a Parigi, Mickiewicz fondò un giornale intitolato La Tribune des Peuples, supportato da un benestante espatriato polacco, Ksawery Branicki. Mickiewicz scrisse più di settanta articoli per il Tribune, tutti datati tra il 15 marzo ed il 10 novembre 1849, quando il governo ne vietò la diffusione. I suoi articoli promuovevano gli ideali democratici; fra le cause perorate, vi era in particolar modo quella italiana di Mazzini, che il poeta conobbe a Milano. Nell'aprile 1852 il Collège de France lo sospese dalle lezioni; lo stesso anno, tuttavia, ottenne un posto presso la Bibliothèque de l'Arsenal.
Mickiewicz simpatizzava caldamente per la guerra di Crimea, che aveva dato nutrimento alle sue speranze di una Polonia indipendente, libera dal giogo nemico. Allo scoppio del conflitto, si recò personalmente a Istanbul, con l'amico Armand Lévy. In Turchia Mickiewicz tentò di formare un nucleo combattente; questa causa, tuttavia, non venne mai portata a termine, in quanto il poeta morì improvvisamente il 26 novembre 1855. Sconosciute sono le cause della sua morte: Tadeusz Boy-Żeleński additò le cause ad un presunto avvelenamento, ma è opinione comune che il poeta in Turchia abbia contratto il colera, che in quel periodo mieté molte vittime.
La sua salma fu trasportata a Montmorency, in Francia, il 21 gennaio 1861 e da lì trasferita nella cripta della cattedrale di Wawel, a Cracovia, il 4 luglio dello stesso anno.

## Influenza culturale
Figura di spicco del Romanticismo in Polonia, Mickiewicz è rinomato per essere il più illustre dei tre Bardi (gli altri due erano Juliusz Słowacki e Zygmunt Krasiński), ed è considerato unanimemente uno dei maggiori romanzieri polacchi (se non slavi, o addirittura europei) di tutti i tempi.
L'importanza di Mickiewicz va ben oltre la letteratura, tanto che è ricordato anche come eminente politico, patriota e filosofo. Wyka sottolinea che «era un cantore ed un poeta epico per il popolo polacco, ed un pellegrino per la libertà delle nazioni»; gli studiosi, in tal senso, sovente utilizzano l'espressione «culto di Mickiewicz» per riferirsi alla sua fama postuma di «profeta nazionale». Una volta saputo della morte di Mickiewicz, il compagno Krasiński lo pianse sinceramente, tanto che scrisse: «per gli uomini della mia generazione, lui era come il latte, il miele, [...] la ninfa vitale: tutti noi discendiamo da lui». Edward Henry Lewinski Corwin non esitò nel dire che le sue opere «toccano i cuori polacchi» in modo maggiore rispetto agli altri Bardi, mentre il critico letterario danese Georg Brandes riteneva le composizioni di Mickiewicz più «salutari» rispetto a quelle di Lord Byron, Shakespeare, Omero e Goethe.
Mickiewicz fu celebrato quale grande poeta e filosofo all'unanimità, da letterati polacchi (Asnyk, Gałczyński, Iwaszkiewicz, Jastrun, Kasprowicz, Lechoń, Konopnicka, Teofil Lenartowicz, Norwid, Przyboś, Różewicz, Słonimski, Słowacki, Staff, Tetmajer, Tuwim, Ujejski, Wierzyński, Zaleski) e non (Bryusov, Goethe, Pushkin, Uhland, Vrchlický ed altri). A rappresentare la figura del poeta in chiave pittorica, invece, vi furono Eugène Delacroix, Józef Oleszkiewicz, Aleksander Orłowski, Wojciech Stattler e Walenty Wańkowicz. A testimonianza del riconoscimento poetico del poeta, in Polonia e Lituania ci sono varie statue a lui dedicate, frutto dello scalpello di eminenti scultori, quali Antoine Bourdelle, David d'Angers, Antoni Kurzawa, Władysław Oleszczyński, Zbigniew Pronaszko, Teodor Rygier, Wacław Szymanowski e Jakub Tatarkiewicz.

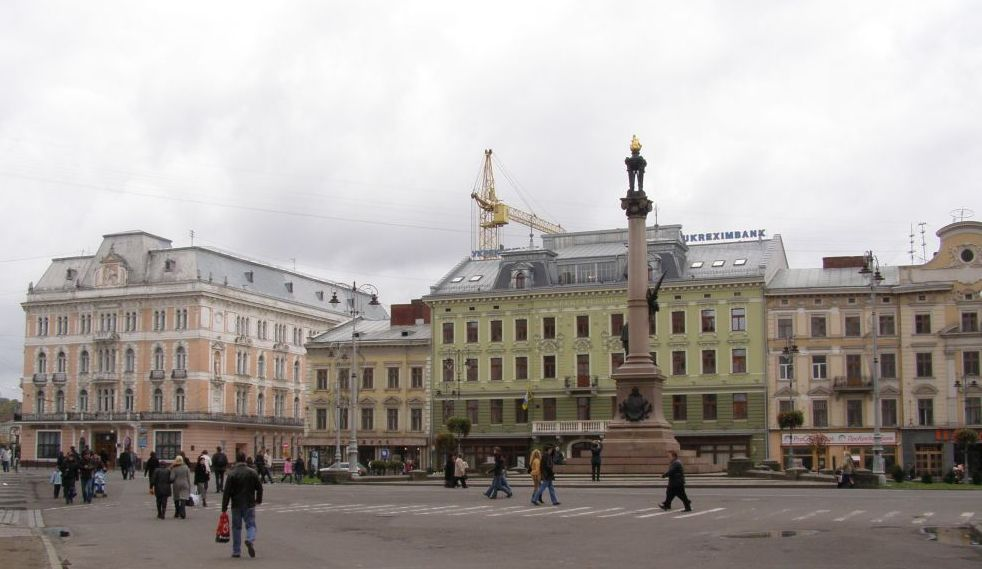
Piazza Mickiewicz a Leopoli

Il culto di Mickiewicz è mantenuto vivo attraverso l'istituzione di vari enti museali e turistici, ubicati in quelle città a lui profondamente legate: a Varsavia, Vilnius e Parigi esistono dei musei dedicati ad Adam Mickiewicz. La casa ove nacque, a Nowogródek, pure è stata destinata a sede museale; anche Istanbul, nonostante sia stata visitata fugacemente dal Mickiewicz, ha voluto identificare in un edificio la residenza turca del poeta polacco.
Le lettere del saggio di Zygmunt Bauman Cose che abbiamo in comune sono 44, in onore a un personaggio creato appunto dal poeta, Quarantaquattro, numero a cui Bauman assocerà «lo stupore e la speranza che accompagnano l'arrivo della Libertà».

## Etnia

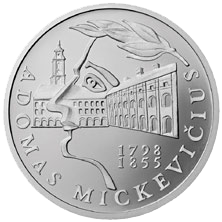
Moneta di cinquanta litas lituani, recante il volto di Mickiewicz

Adam Mickiewicz (che, ricordiamo, scriveva in lingua polacca), è unanimemente considerato un poeta polacco. Alcuni autori lo descrivono come «polacco-lituano», o addirittura «bielorusso-polacco». The Cambridge History of Russia, invece, riconosce che il poeta era polacco, ma individua le sue origini nel ramo «lituano-bielorusso (e forse ebreo)». Secondo lo storico bielorusso Rybczonek, la madre di Mickiewicz aveva origini tatare.
Alcune fonti riportano che la madre del poeta, invero, discendeva da una famiglia ebrea convertita al cattolicesimo, mentre altri ritengono questo improbabile. Lo storico polacco Kazimierz Wyka, nel suo dizionario biografico Polski Słownik Biograficzny, ritiene che questa ipotesi, basata sulla diffusione che il cognome della genitrice - Majewska - godeva fra gli ebrei del tempo, non è mai stata provata. Wyka, al contrario, ritiene che la Majewska apparteneva ad una famiglia della nobiltà polacca (szlachta), con la quale avrebbe vissuto a Nowogródek nella sua fanciullezza.
Lo studioso Juozapas Girdzijauskas, invece, ha opinioni ben diverse in merito. Secondo la sua tesi, Mickiewicz discendeva da una famiglia illustre di origini lituane (Rimvydas), poi polonizzata. Le origini della famiglia del Mickiewicz, in ogni caso, sono state e continueranno ad essere una tematica molto discussa dai critici: il poeta, infatti, è cresciuto nella realtà della confederazione polacco-lituana, che insisteva su un'area che oggi è suddivisa tra Polonia, Lituania, Bielorussia ed Ucraina. Per Mickiewicz, una realtà diversa da quella in cui ha sempre vissuto era sgradita, se non impensabile. Romanucci-Ross ammette che il poeta si definiva «lituano», ma asserisce però che all'epoca una scissione tra l'identità lituana e quella polacca era inesistente. Questo multiculturalismo emerge nei suoi lavori: Pan Tadeusz, scritto in polacco, inizia con un'invocazione alla Lituania:
(Incipit del Pan Tadeusz)
È oggi opinione diffusa, tuttavia, che Mickiewicz si riferiva alla Lituania non come una distinta entità culturale e linguistica, ma come una regione storica, utilizzando quindi il termine «Lituano» per indicare le popolazioni slave residenti in quello che una volta era del Granducato di Lituania.

## Opere
- Oda do młodości (Ode alla gioventù), 1820;
- Ballate e Romanze, 1822;
- Grażyna, 1823
- Sonetti di Crimea, 1826;
- Konrad Wallenrod, 1828;
- Pan Tadeusz (Signor Taddeo), 1834;
- Liriche di Losanna, 1839–40;
- Dziady (Gli avi), quattro parti, pubblicate dal 1822 in poi;
- L'histoire d'avenir (Una Storia del Futuro), inedita.